# 암비카 모드
암비카 모드(Ambika Mod, 1995년 10월 2일 ~ )는 영국의 배우, 코미디언, 작가이다.